# Knattspyrnufélagið Víkingur 2025
Questa voce raccoglie le informazioni riguardanti il Knattspyrnufélagið Víkingur nelle competizioni ufficiali della stagione 2025.

## Stagione
- In Coppa di Lega la squadra di Sölvi Ottesen, che avvicenda Gunnlaugsson chiamato ad allenare la nazionale islandese, vince la prima partita della fase a gironi salvo poi essere esclusa per incompatibilità di calendario.[2]
- In Coppa d'Islanda la squadra di Reykjavík viene eliminata all'esordio dall'ÍBV Vestmannæyja con un netto 3-0.[3]
- In Conference League 2024-2025 il team esce agli spareggi contro i greci del Panathīnaïkos, in virtù di un risultato complessivo di 3-2, con due reti subite oltre il novantesimo minuto.[4]
- In Conference League 2025-2026 la squadra di Ottesen affronta i kossovari del Malisheva al primo turno di qualificazioni, battendoli sia all'andata che al ritorno rispettivamente per 1-0 e 8-0.[5] Il secondo turno di qualificazioni vede il Vikingur affrontare gli albanesi del Vllaznia e averne la meglio grazie alla vittoria nella gara di ritorno, maturata ai tempi supplementari.[6] L'avventura europea del Víkingur si conclude al terzo turno preliminare, per mano dei danesi del Brøndby capaci di ribaltare il 3-0 subito in terra islandese e passare il turno con un totale di 4-3.[7]

## Maglie e sponsor
Lo sponsor tecnico è Macron, mentre quello ufficiale è Húsasmiðjan, accompagnato dal logo di BMW.
| Casa | Trasferta | Europa |

## Rosa
Rosa dal sito ufficiale.
| N. |                        | Ruolo | Calciatore               |
| -- | ---------------------- | ----- | ------------------------ |
| 1  | Islanda (bandiera)     | P     | Ingvar Jónsson           |
| 2  | Islanda (bandiera)     | D     | Sveinn Gísli Þorkelsson  |
| 4  | Svezia (bandiera)      | D     | Oliver Ekroth (capitano) |
| 5  | Islanda (bandiera)     | D     | Jón Guðni Fjóluson       |
| 6  | Fær Øer (bandiera)     | D     | Gunnar Vatnhamar         |
| 7  | Islanda (bandiera)     | A     | Erlingur Agnarsson       |
| 8  | Islanda (bandiera)     | C     | Viktor Örlygur Andrason  |
| 9  | Islanda (bandiera)     | A     | Helgi Guðjónsson         |
| 10 | El Salvador (bandiera) | A     | Pablo Punyed             |
| 11 | Islanda (bandiera)     | C     | Daníel Hafsteinsson      |
| 12 | Danimarca (bandiera)   | C     | Ali Al-Mosawe            |
| 15 | Islanda (bandiera)     | D     | Róbert Orri Þorkelsson   |
| 16 | Islanda (bandiera)     | P     | Jochum Magnússon         |
| 17 | Islanda (bandiera)     | C     | Ari Sigurpálsson         |
| 17 | Islanda (bandiera)     | A     | Atli Þór Jónasson        |
| 18 | Islanda (bandiera)     | C     | Óskar Örn Hauksson       |
| 19 | Islanda (bandiera)     | A     | Danijel Djurić           |
| 19 | Islanda (bandiera)     | A     | Þorri Ingólfsson         |
| 20 | Danimarca (bandiera)   | C     | Tarik Ibrahimagic        |

| N. |                      | Ruolo | Calciatore                     |
| -- | -------------------- | ----- | ------------------------------ |
| 21 | Islanda (bandiera)   | C     | Aron Þrándarson                |
| 22 | Islanda (bandiera)   | D     | Karl Friðleifur Gunnarsson     |
| 23 | Danimarca (bandiera) | A     | Nikolaj Hansen (vice capitano) |
| 24 | Islanda (bandiera)   | D     | Davíð Örn Atlason              |
| 25 | Islanda (bandiera)   | A     | Valdimar Þór Ingimundarson     |
| 26 | Islanda (bandiera)   | C     | Jóhannes Dagur Geirdal         |
| 27 | Islanda (bandiera)   | A     | Matthías Vilhjálmsson          |
| 29 | Islanda (bandiera)   | A     | Hrannar Ingi Magnússon         |
| 30 | Islanda (bandiera)   | A     | Daði Berg Jónsson              |
| 31 | Islanda (bandiera)   | C     | Jóhann Kanfory Tjörvason       |
| 32 | Islanda (bandiera)   | C     | Gylfi Sigurðsson               |
| 77 | Islanda (bandiera)   | D     | Stígur Thórdarson              |
| 80 | Islanda (bandiera)   | P     | Pálmi Rafn Arinbjörnsson       |
| 99 | Islanda (bandiera)   | P     | Uggi Jóhann Audunsson          |
|    | Islanda (bandiera)   | C     | Sveinn Hauksson                |
|    | Islanda (bandiera)   | C     | Ari Jóhannesson                |
|    | Islanda (bandiera)   | A     | Arnór Borg Guðjohnsen          |
|    | Islanda (bandiera)   | A     | Sigurdur Steinar Björnsson     |

## Risultati

### Besta Deild

#### Girone di andata
| Arbitro: | Jónasson |

|                                |           |  |
| Hafsteinsson 49’ Vatnhamar 79’ | Marcatori |  |

| Arbitro: | Þórarinsson |

|                                                     |           |  |
| Ingimundarson 3’, 14’ Gunnarsson 24’ Guðjónsson 55’ | Marcatori |  |

| Arbitro: | Hafliðason |

|                      |           |  |
| Magnússon 68’ (rig.) | Marcatori |  |

| Arbitro: | Þrastarson |

|                     |           |                       |
| Pedersen 64’ (rig.) | Marcatori | 22’ (rig.) Guðjónsson |

| Arbitro: | Árnason |

|                                          |           |                                 |
| Atlason 18’ Agnarsson 27’ Sigurðsson 78’ | Marcatori | 37’ Dimitrijevic 90+1’ Hauksson |

| Arbitro: | Jónasson |

|                                      |           |                |
| Þorkelsson 20’ Hafsteinsson 37’, 66’ | Marcatori | 33’ Böðvarsson |

| Arbitro: | Þórðarson |

|                               |           |                             |
| E. Atlason 70’ Eggertsson 75’ | Marcatori | 30’ Hafsteinsson 82’ Hansen |

| Arbitro: | Þórarinsson |

|                             |           |                |
| Þórðarson 9’ Guðjónsson 34’ | Marcatori | 44’ Haraldsson |

| Arbitro: | Þrastarson |

|  |           |                     |
|  | Marcatori | 88’ (rig.) Andrason |

| Arbitro: | Kristjánsson |

|                                  |           |                  |
| Thomsen 17’, 52’ Margeirsson 32’ | Marcatori | 88’ Vilhjálmsson |

| Arbitro: | Jónsson |

|                                                    |           |                                |
| Guðjónsson 12’ (rig.) Gunnarsson 43’ Vatnhamar 50’ | Marcatori | 30’ (rig.) Bjarnason 45’ Præst |

#### Girone di ritorno
| Arbitro: | Hafliðason |

|  |           |                           |
|  | Marcatori | 30’ Hansen 69’ Sigurðsson |

| Arbitro: | Ahmed |

|                 |           |                |
| Hansen 50’, 80’ | Marcatori | 52’ Jóhannsson |

| Vestmannaeyjar 5 luglio 2025, ore 16:00 GMT 14ª giornata | ÍBV Vestmannæyja | 0 – 0 referto | Víkingur | Hásteinsvöllur (783 spett.)\| Arbitro: \| Jónsson \| |
| Arbitro:                                                 | Jónsson          |               |          |                                                      |

| Arbitro: | Þórarinsson |

|               |           |                           |
| Agnarsson 65’ | Marcatori | 40’ Skoglund 89’ Pedersen |

### Bikar karla
| Arbitro: | Ahmed |

|                              |           |  |
| Sowe 47’, 68’ Hilmarsson 54’ | Marcatori |  |

### Deildabikar

#### Fase a gironi
| Arbitro: | Þórarinsson |

|                             |           |  |
| Hafsteinsson 65’ Djurić 67’ | Marcatori |  |

| Reykjavík 15 febbraio 2025, ore 15:00 GMT Girone 4 – 2ª giornata | ÍR Reykjavík | – Cancellata referto | Víkingur | Egilshöll |

| Reykjavík 23 febbraio 2025, ore 20:00 GMT Girone 4 – 3ª giornata | Víkingur | – Cancellata referto | Þór | Víkingsvöllur |

| Hafnarfjörður 28 febbraio 2025, ore 18:30 GMT Girone 4 – 4ª giornata | FH Hafnarfjörður | – Cancellata referto | Víkingur | Skessan |

| Reykjavík 6 marzo 2025, ore 19:00 GMT Girone 4 – 5ª giornata | Víkingur | – Cancellata referto | Afturelding | Víkingsvöllur |

### UEFA Conference League 2024-2025

#### Fase a eliminazione diretta
| Arbitro: | Saggi |

|                              |           |                        |
| Atlason 13’ Vilhjálmsson 56’ | Marcatori | 90+1’ (rig.) Iōannidīs |

| Arbitro: | Obrenović |

|                           |           |  |
| Mladenović 70’ Tetê 90+5’ | Marcatori |  |

### UEFA Conference League

#### Qualificazioni
| Arbitro: | Gryckiewicz |

|  |           |              |
|  | Marcatori | 45+1’ Hansen |

| Arbitro: | Valikonis |

| |           |  |
| Hansen 11’, 21’, 36’ Ekroth 29’ Hafsteinsson 42’ Ingimundarson 68’ Jónasson 72’ (rig.) S. Þorkelsson 82’ | Marcatori |  |

| Arbitro: | Tsakalidis |

|                      |           |                |
| Bajrami 67’ Mala 75’ | Marcatori | 10’ Gunnarsson |

| Arbitro: | Káprály |

|                                                 |           |                              |
| Hafsteinsson 10’ Hansen 55’, 86’ Þorkelsson 94’ | Marcatori | 26’ (rig.), 85’ (rig.) Balaj |

| Arbitro: | Karaoglan |

|                                    |           |  |
| Hansen 45’ Ekroth 47’ Andrason 83’ | Marcatori |  |

| Arbitro: | Cuadra Fernández |

|                                      |           |  |
| Vallys 45+2’, 52’ Bundgaard 57’, 71’ | Marcatori |  |